# Streitauermühle
Streitauermühle ist ein Gemeindeteil der Stadt Gefrees im Landkreis Bayreuth (Oberfranken, Bayern). Streitauermühle liegt in der Gemarkung Streitau.

## Geografie
Die Einöde liegt an der Ölschnitz. Ein Anliegerweg führt 300 Meter nördlich zu einer Gemeindeverbindungsstraße, die westlich die Bundesautobahn 9 unterquerend nach Streitau zur Kreisstraße BT 7 bzw. östlich nach Witzleshofen verläuft. Im Osten erhebt sich der Bechertsberg (534 m ü. NHN).

## Geschichte
Streitauermühle gehörte zur Realgemeinde Streitau. Gegen Ende des 18. Jahrhunderts bestand Streitauermühle aus einem Anwesen. Die Hochgerichtsbarkeit stand dem bayreuthischen Stadtvogteiamt Gefrees zu. Das bayreuthische Verwaltungsamt Streitau war Grundherr der Mühle.
Von 1797 bis 1810 unterstand Streitauermühle dem Justiz- und Kammeramt Gefrees. Infolge des Ersten Gemeindeedikts wurde Streitauermühle dem 1812 gebildeten Steuerdistrikt Streitau und der zugleich entstandenen Ruralgemeinde Streitau zugewiesen. Im Zuge der Gebietsreform in Bayern wurde Streitauermühle am 1. Mai 1978 nach Gefrees eingemeindet.

### Baudenkmäler
- Streitauer Mühle 1: Mühle

### Einwohnerentwicklung
| Jahr      | 001812 | 001819 | 001861 | 001871 | 001885 | 001900 | 001925 | 001950 | 001961 | 001970 | 001987 |
| Einwohner | *      | *      | 20     | *      | *      | *      | *      | *      | *      | 3      | 2      |
| Häuser    | *      |        |        |        | *      | *      | *      | *      | *      |        | 1      |
| Quelle    | [ 6 ]  | [ 9 ]  | [ 10 ] | [ 11 ] | [ 12 ] | [ 13 ] | [ 14 ] | [ 15 ] | [ 16 ] | [ 17 ] | [ 1 ]  |

## Religion
Streitauermühle ist nach St. Georg (Streitau) gepfarrt und evangelisch-lutherisch geprägt.